# Marcinów (Ostrawa)
Marcinów (cz. Martinov, niem. Martinau) – jeden z 23 obwodów miejskich miasta statutarnego Ostrawy, stolicy kraju morawsko-śląskiego, we wschodnich Czechach. Jest to także jedna z 39 gmin katastralnych w jego granicach o nazwie Martinov ve Slezsku (Marcinów na Śląsku) i powierzchni 402,89 ha. Populacja w 2001 wynosiła 1093 osób, zaś na początku 2011 odnotowano 265 adresów. Położona jest na prawym brzegu rzeki Opawy, w granicach historycznego regionu Śląska Opawskiego i cechuje ją krajobraz przeważnie wiejski.
Herb przedstawia Marcina z Tours.

## Demografia[2]
| Rok             | 1869 | 1880 | 1890 | 1900 | 1910 | 1921 | 1930 | 1950 | 1961 | 1970 | 1980 | 1991 | 2001 |
| --------------- | ---- | ---- | ---- | ---- | ---- | ---- | ---- | ---- | ---- | ---- | ---- | ---- | ---- |
| Liczba ludności | 430  | 488  | 522  | 628  | 740  | 731  | 840  | 641  | 710  | 869  | 872  | 1109 | 1093 |

## Historia
Po raz pierwszy wzmiankowane w 1424 jako Myrtynow, gdy właściciel gminy Jan z Kravař przepisał jej część w spadku swej małżonce. W latach następnych właściciele wsi zmieniali się często. Jednym z nich był od 1843, w czasach poddaństwa, roku hrabia Jindřich z Demblína, który władał również sąsiednimi Trzebowicami. W 1865 te dwie miejscowości zakupione zostały przez Józefa Stonawskiego, po którym odziedziczyła je jego córka Maria. Po ślubie Maria Scholzová-Stonawská poczęła pisać pod pseudonimem Mary Stone i stała się znaną niemieckojęzyczną pisarką. Jej córka Helena Scholzová (po wydaniu się Železná) była rzeźbiarką. Marcinów w XIX wieku był wsią typowo rolniczą i choć wielu jej mieszkańców znalazło pracę w okolicznych zakładach przemysłowych rozwijających się w okolicy Morawskiej Ostrawy to jej charakter pozostał nieuprzemysłowiony.
Według austriackiego spisu ludności z 1900 w 90 budynkach mieszkalnych w Marcinowie na obszarze 447 hektarów mieszkało 628 osób. co dawało gęstość zaludnienia równą 140,5 os./km², z tego 621 (98,9%) mieszkańców było katolikami a 7 (1,1%) wyznawcami judaizmu, 585 (93,2%) było czesko- a 30 (4,8%) polskojęzycznymi. Do 1910 liczba budynków wzrosła do 97 a mieszkańców do 740, z czego 735 było zameldowanych na stałe, 733 (99,1%) było katolikami, 5 (0,7%) żydami a 2 (0,2%) innej religii lub wyznania, 725 (98,6%) było czesko-, 7 (1%) polsko- a 3 (0,4%) niemieckojęzycznymi.
W 1938 miejscowość znalazła się w granicach hitlerowskich Niemiec, zaś spod ich administracji wydostała się wraz z nadejściem Armii Czerwonej 27 kwietnia 1945 roku. W granicach administracyjnych Ostrawy od 1 lipca 1961 roku. W latach następnych na jej terenie powstał duży zakład przetwórstwa spożywczego.

### Zmiany nazwy
- 1424 – Myrtynow
- 1502 – Myrtinuov
- 1547 – Martinow
- 1610 – Martinuw
- 1720 – Martinow
- 1736 – Martzinau
- 1805 – Marzinau
- 1870 – Martinau